# Miss België 2018
Miss België 2018 was de 50ste editie van Miss België die op 13 januari 2018 werd gehouden in het Plopsaland Theater in De Panne, België.
Angeline Flor Pua werd in het slot van de verkiezing gekroond tot Miss België 2018. Na haar kroning onderging Angeline Flor Pua racistische opmerkingen op sociale media omdat ze niet Belgisch genoeg zou zijn om het land op een internationale verkiezing te vertegenwoordigen.
Dit is de enige editie waarbij de volledige top 3 België reeds vertegenwoordigde op de internationale verkiezing Miss Universe.

## Resultaten
| Eindresultaat    | Deelnemer |
| ---------------- | --- |
| Miss België 2018 | - Antwerpen - Angeline Flor Pua |
| 1e runner-up     | - Namen - Zoé Brunet |
| 2e runner-up     | - Antwerpen - Dhenia Covens |
| 3e tweede plaats | - Limburg - Lotte Vanlingen |
| 4e tweede plaats | - West-Vlaanderen - Hélène Frederiks |
| 5e tweede plaats | - Limburg - Vanille Seurs |
| Top 12           | - Vlaams-Brabant - Didem Çelebi - Henegouwen - Britany Thiry - Waals-Brabant - Barbara Bierlier - Waals-Brabant - Julia Griffi - West-Vlaanderen - Alycia Vandenabeele - West-Vlaanderen - Caroline Delforge                                                  |
| Top 20           | - Antwerpen - Shakila Allahyar - Antwerpen - Xenia Goysens - Brussel- Olivia Simmons - Vlaams-Brabant - Jasmien Mollekens - Vlaams-Brabant - Laura Smeyers - Luik- Giovanna Verolla - West-Vlaanderen - Alexia Coussement - West-Vlaanderen - Aloysi Desnouck |

### Speciale prijzen
| Prijs                    | Deelneemster    |
| ------------------------ | --------------- |
| Miss Talent              | Aloysi Desnouck |
| Miss Beach Miss Flanders | Dhenia Covens   |
| Miss Social Media        | Didem Celebi    |
| Miss Sport Miss Brussels | Laura Smeyers   |
| Miss Sympathy            | Daphné Fanon    |
| Miss Model Miss Wallonia | Zoé Brunet      |

## Trivia
- Angeline Flor Pua, Miss België, vertegenwoordigde België op Miss World en eindigde in de halve finale.
- Zoé Brunet, 1e eredame, vertegenwoordigde België op Miss Universe en eindigde in de top 20, en bij de top 5 van Europa.
- Dhénia Covens, 2e eredame, vertegenwoordigde België op Miss Universe, maar plaatste zich niet voor de top 21.

1928 · 1929 · 1930 · 1931 · 1932 · 1933 · 1934 · 1935 · 1936 · 1937 · 1938 · 1939 · 1940–1945 · 1946 · 1947 · 1948 · 1949 · 1950 · 1951 · 1952 · 1953 · 1954 · 1955 · 1956 · 1957 · 1958 · 1959 · 1960 · 1961 · 1962 · 1963 · 1964 · 1965 · 1966 · 1967 · 1968 · 1969 · 1970 · 1971 · 1972 · 1973 · 1974 · 1975 · 1976 · 1977 · 1978 · 1979 · 1980 · 1981 · 1982 · 1983 · 1984 · 1985 · 1986 · 1987 · 1988 · 1989 · 1990 · 1991 · 1992 · 1993 · 1994 · 1995 · 1996 · 1997 · 1998 · 1999 · 2000 · 2001 · 2002 · 2003 · 2004 · 2005 · 2006 · 2007 · 2008 · 2009 · 2010 · 2011 · 2012 · 2013 · 2014 · 2015 · 2016 · 2017 · 2018 · 2019 · 2020  · 2021 · 2022 · 2023 · 2024 · 2025